# Inodrillia vetula
Inodrillia vetula är en snäckart som beskrevs av Bartsch 1943. Inodrillia vetula ingår i släktet Inodrillia och familjen Turridae. Inga underarter finns listade i Catalogue of Life.